# Onok, Vînohradiv
Onok (în ucraineană Онок) este o comună în raionul Vînohradiv, regiunea Transcarpatia, Ucraina, formată numai din satul de reședință.

## Demografie
Componența lingvistică a comunei Onok
     Ucraineană (99,61%)
     Alte limbi (0,36%)
Conform recensământului din 2001, majoritatea populației comunei Onok era vorbitoare de ucraineană (99,61%), existând în minoritate și vorbitori de alte limbi.